# Сумний горн
«Сумний горн» — радянський телефільм 1982 року, знятий режисером Давидом Кобахідзе на Грузинській студії телефільмів.

## Сюжет
Хлопчики Лука та Бачо живуть та навчаються в інтернаті. В обох немає батьків. Лука чудово малює. Але коли професійний художник Гогі Карсанідзе всиновлює його, хлопчик повертається в інтернат, бо не може жити без друга Бачо.

## У ролях
- Нугзар Суджашвілі — Лука
- Ладо Габашвілі — Бачо
- Георгій Чічінадзе — Ачіко
- Васо Хахуташвілі — Вахтанг
- Іраклій Хізанішвілі — Гогі Карсанидзе, художник
- Зейнаб Боцвадзе — дружина Карсанідзе
- Марина Тбілелі — Тамара Василівна, директор інтернату
- Георгій Гегечкорі — старший вихователь
- Карло Саканделідзе — Закро, шарманщик
- Кетеван Есаїашвілі — вчителька
- Т. Голадзе — скульптор
- У. Еліашвілі — роль другого плану
- Павло Кіпшидзе — роль другого плану
- Бондо Гогінава — батько вихованця школи-інтернату
- Вано Янтбелідзе — роль другого плану
- Зураб Чхаїдзе — роль другого плану
- Заза Лемонджава — роль другого плану
- Гіа Парадашвілі — роль другого плану
- Т. Геленідзе — роль другого плану
- Володимир Читішвілі — покупець в магазині

## Знімальна група
- Режисер — Давид Кобахідзе
- Сценаристи — Зураб Чхаїдзе, Давид Кобахідзе
- Оператор — Віктор Андрієвський
- Композитор — Нодар Мамісашвілі
- Художник — Олександр Джаншиєв